# Agostinho Antonio Pereira Alves
Agostinho Antonio Pereira Alves (Paranaguá, 22 de maio de 1834 - Paranaguá, 1864) foi um negociante e político brasileiro filiado ao Partido Liberal.
Foi Capitão do Estado Maior em Curitiba, em 1882, deputado provincial em 1882/83 e juiz municipal em Curitiba, em 1884.
Era filho de Anna Maria Alves e Antônio José Pereira (filho de Antônio José de Magalhães e de Marianna de Oliveira, naturais de Ribeira, comarca de
Guimarães, Braga, Portugal).  A mãe é irmã do capitão Hypólito José Alves, pai dos deputados comendador Antônio Alves de Araújo, Dr. Manoel Alves de Araújo e brigadeiro Hypólito Alves de Araújo. Ele era irmão do deputado provincial José Antônio Pereira Alves. Em 18 de julho de 1859, casou-se com Balbina Francisca de Siqueira Pereira Alves, com quem teve quatro filhos.